# Hokuetsu Paper Mills
Hokuetsu Kishu Paper é uma companhia de papel e celulose japonesa, sediada em Tóquio.

## História
A companhia foi estabelecida em 1907.